# Burjatská autonomní sovětská socialistická republika
Burjatská autonomní sovětská socialistická republika (rusky Бурятская Автономная Советская Социалистическая Республика, burjatsky: Буряадай Автономито Совет Социалис Республика) byla autonomní republika Ruské sovětské federativní socialistické republiky (RSFSR) v Sovětském svazu existující v letech 1923 až 1992. Hlavním městem byl Věrchněudinsk, roku 1934 přejmenovaný na Ulan-Ude.

## Historie
Sovětská vláda byla v Burjatsku ustavena v únoru 1918, ale už v létě téhož roku byla svržena, protože oblast obsadila japonská armáda. Moci se chopil diktátor ataman Sejmonov. V létě roku 1919 bylo Burjatsko okupováno americkými vojsky, Rudá armáda území znovu obsadila v březnu 1920. Západ Burjatska byl připojen k sovětskému Rusku, východ k Dálněvýchodní republice. Následující rok vznikl první burjatský samosprávný útvar – Burjatsko-mongolská autonomní oblast v rámci Dálněvýchodní republiky, v ruské části byl utvořen obdobný útvar Mongolsko-burjatská autonomní oblast v lednu 1922. V listopadu téhož roku se Dálněvýchodní republika připojila k RSFSR jako Dálněvýchodní oblast, z obou dosavadních burjatských autonomních oblastí byla jejich spojením vytvořena Burjatsko-mongolská autonomní sovětská socialistická republika. Nařízením Nejvyššího sovětu SSSR ze dne 7. července 1958 bylo z názvu vypuštěno slovo "mongolská". Po rozpadu Sovětského svazu se Burjatská autonomní sovětská socialistická republika transformovala na Republiku Burjatsko, která je subjektem Ruské federace.

## Obyvatatelstvo

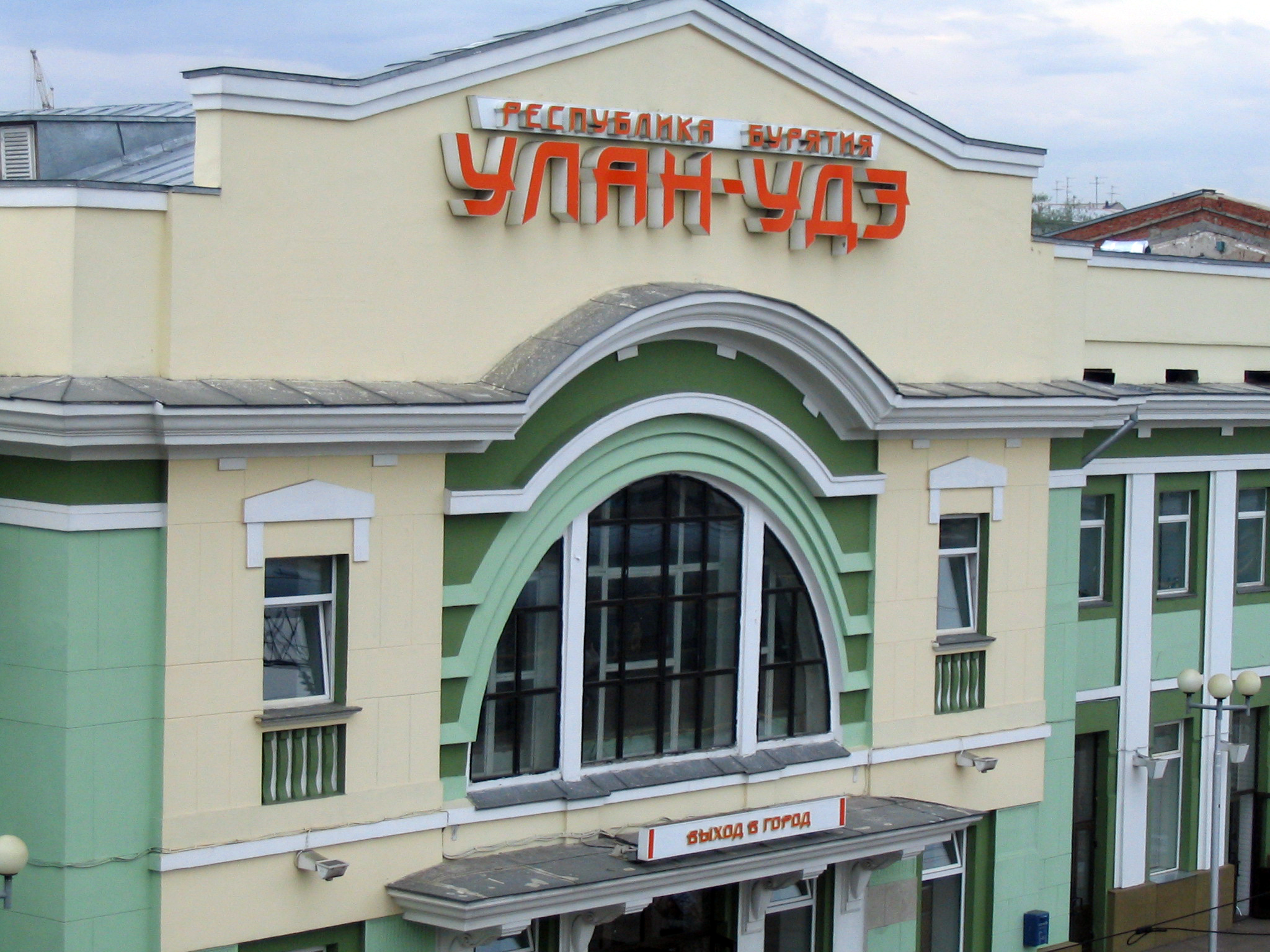
Vlaková stanice Ulan ude

Hlavními etniky Burjatské ASSR byli Rusové (1926 - 52%; 1989 - 69%) a Burjati (1926 - 43%; 1989 - 24%). V sovětských dobách do Burjatska přicházeli noví obyvatelé, především Rusové, ale i příslušníci jiných národů Sovětského svazu, z nichž nejpočetnější skupinu utvořili Ukrajinci (1989 - 2%) a Tataři (1989 - 1%). Roku 1930 měla autonomní republika 558 000 obyvatel, v roce 2010 měla Burjatská republika 970 000 obyvatel.